# Širopasí
Širopasí (Symphyta) jsou podřád živočichů patřících do řádu blanokřídlých. Jejich nejbližší příbuznou skupinou jsou štíhlopasí. Širopasí představují vývojově nejstarší skupinu blanokřídlých. Dělí se na pilatky a pilořitky. V celém podřádu je popsáno na 8000 druhů ve více než 800 rodech.
Jednotlivé druhy mají různou délku, obvykle mezi 2,5 – 20 milimetry, nejdelší známý druh dosahoval délky 55 mm.

## Odlišení od štíhlopasých
Od podřádu štíhlopasých se liší tím, že zástupcům této skupiny nasedá hruď na zadeček celou šířkou. Dospělým jedincům tak zcela chybí typický „vosí pas“ štíhlopasých.

## Larvy

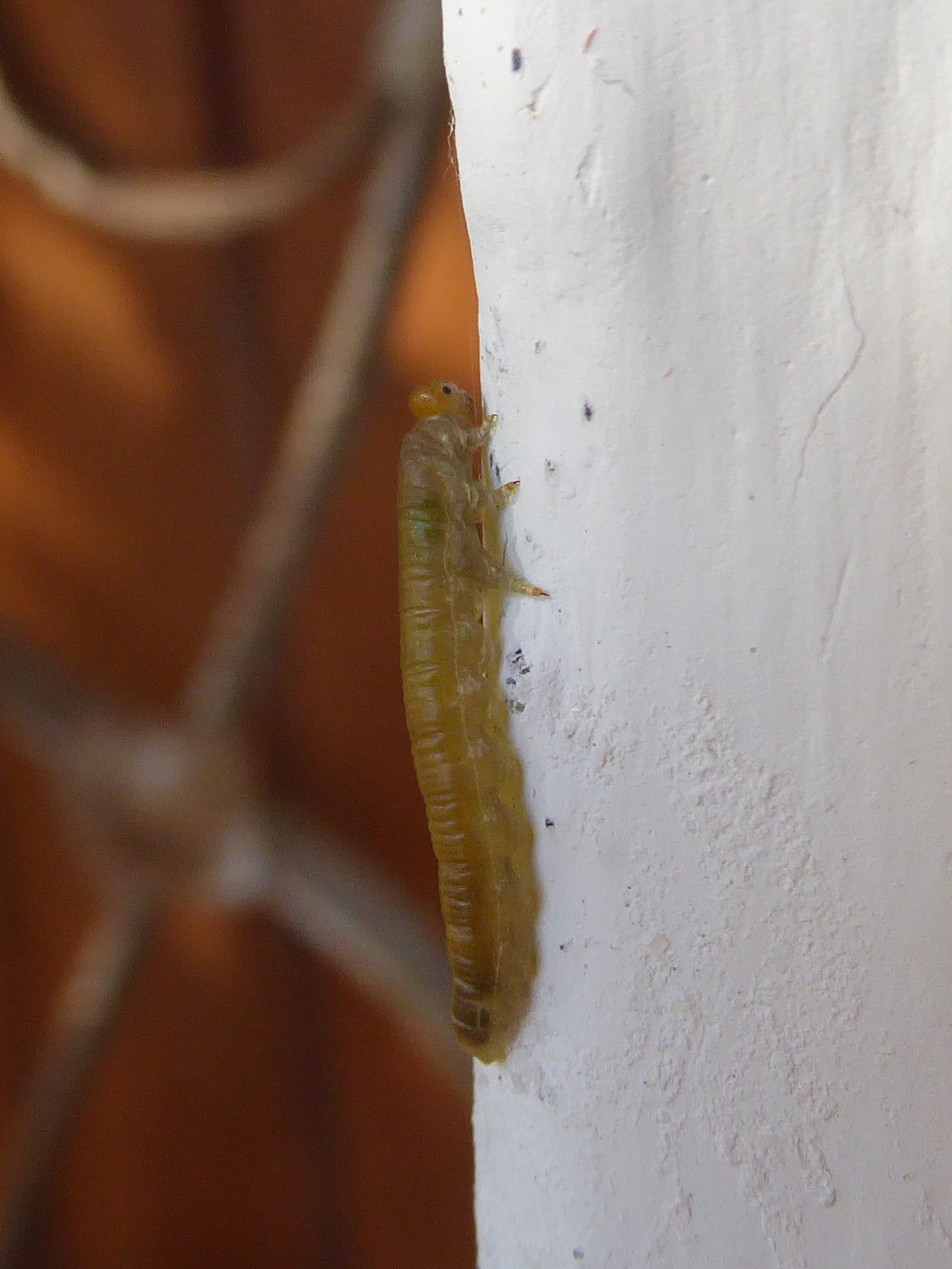
Housenice

Jejich larvy se nazývají housenice, vzhledem připomínají housenky a mají proměnlivý počet nohou.

## Nadčeledi a čeledi
Vyhynulé taxony jsou označeny křížkem (†).
- nadčeleď Anaxyeloidea Martynov, 1925
  - čeleď Anaxyelidae Martynov, 1925 (1 druh) a †12 rodů
- nadčeleď Cephoidea Newman, 1834 (1 a †1 čeleď)
  - čeleď Cephidae Newman, 1834 (21 rodů, 160 druhů a †3 rody
- †nadčeleď Karatavitoidea Rasnitsyn, 1963 (1 čeleď)
- nadčeleď Orussoidea Newman, 1834 (1 a †1 čeleď)
  - čeleď Orussidae Newman, 1834 (16 rodů, 82 druhů) a †3 rody
- nadčeleď Pamphilioidea Cameron, 1890 (2 a †1 čeledi) (syn. Megalodontoidea)
  - čeleď Megalodontesidae Konow, 1897 (1 rod, 42 druhů) a †1 rod
  - čeleď Pamphiliidae Cameron, 1890 (10 rodů, 291 druhů) a †3 rody
- nadčeleď Siricoidea Billberg, 1820  (2 a †5 čeledí)
  - čeleď Siricidae Billberg, 1820 (11 rodů, 111 druhů) a †9 rodů

- nadčeleď Tenthredinoidea Latreille, 1803 (6 a †2 čeledí)
  - čeleď Argidae Konow, 1890 (58 rodů, 897 druhů) a †1 rod
  - čeleď Blasticotomidae Thomson, 1871 (2 rody, 12 druhů) a †1 rod
  - čeleď Cimbicidae W. Kirby, 1837 (16 rodů, 182 druhů) a †6 rodů
  - čeleď Diprionidae Rohwer, 1910 (11 rodů, 136 druhů) a †2 rody
  - čeleď Pergidae Rohwer, 1911 (60 rodů, 442 druhů)
  - čeleď Tenthredinidae Latreille, 1803 (400 rodů, 5500 druhů) a †14 rodů
- nadčeleď Xiphydrioidea Leach, 1819
  - čeleď Xiphydriidae Leach, 1819 (28 rodů, 146 druhů)
- nadčeleď Xyeloidea Newman, 1834
  - čeleď Xyelidae Newman, 1834 (5 rodů, 63 druhů) a †47 rodů